# سفارة السودان في روسيا
سفارة السودان في روسيا هى بعثة دبلوماسية تهدف لتعزيز مصالح السودان في روسيا، و مقرها في موسكو.

## التاريخ
أُقيمت العلاقات الدبلوماسية بين الاتحاد السوفييتي والسودان في 5 يناير/كانون الثاني 1956. وفي ستينيات القرن العشرين، كانت العلاقات مستقرة، وتم توقيع اتفاقيات طويلة الأجل، على أساسها تطور التعاون بين البلدين بنجاح. في أوائل سبعينيات القرن العشرين، قطع السودان اتصالاته مع الاتحاد السوفييتي من جانب واحد. بعد الانقلاب العسكري في أبريل/نيسان 1985، بدأت العلاقات السوفييتية السودانية تتعافى تدريجيًّا.
وفي 29 ديسمبر/كانون الأول 1991م أعلنت السودان اعترافها الرسمي بالاتحاد الروسي.
في 22 أغسطس 2011، أقامت روسيا الاتحادية علاقات دبلوماسية مع جمهورية جنوب السودان التي انفصلت عن السودان.